# Alessandro Durini
Alessandro Durini, VI conte di Monza (Milano, 1818 – Milano, 1892), è stato un nobile e pittore italiano.

## Biografia

### Origini e formazione
Alessandro Durini nacque a Milano nel 1818 all'interno della famiglia nobiliare dei Durini dal 1648. Era figlio del conte Carlo Francesco I Durini e, alla morte del padre nel 1833, gli succedette nel titolo di Conte di Monza. Avviato agli studi artistici, frequentò l'Accademia di belle arti di Brera dove fu allievo del pittore Luigi Sabatelli, docente di pittura storica.

### Attività artistica

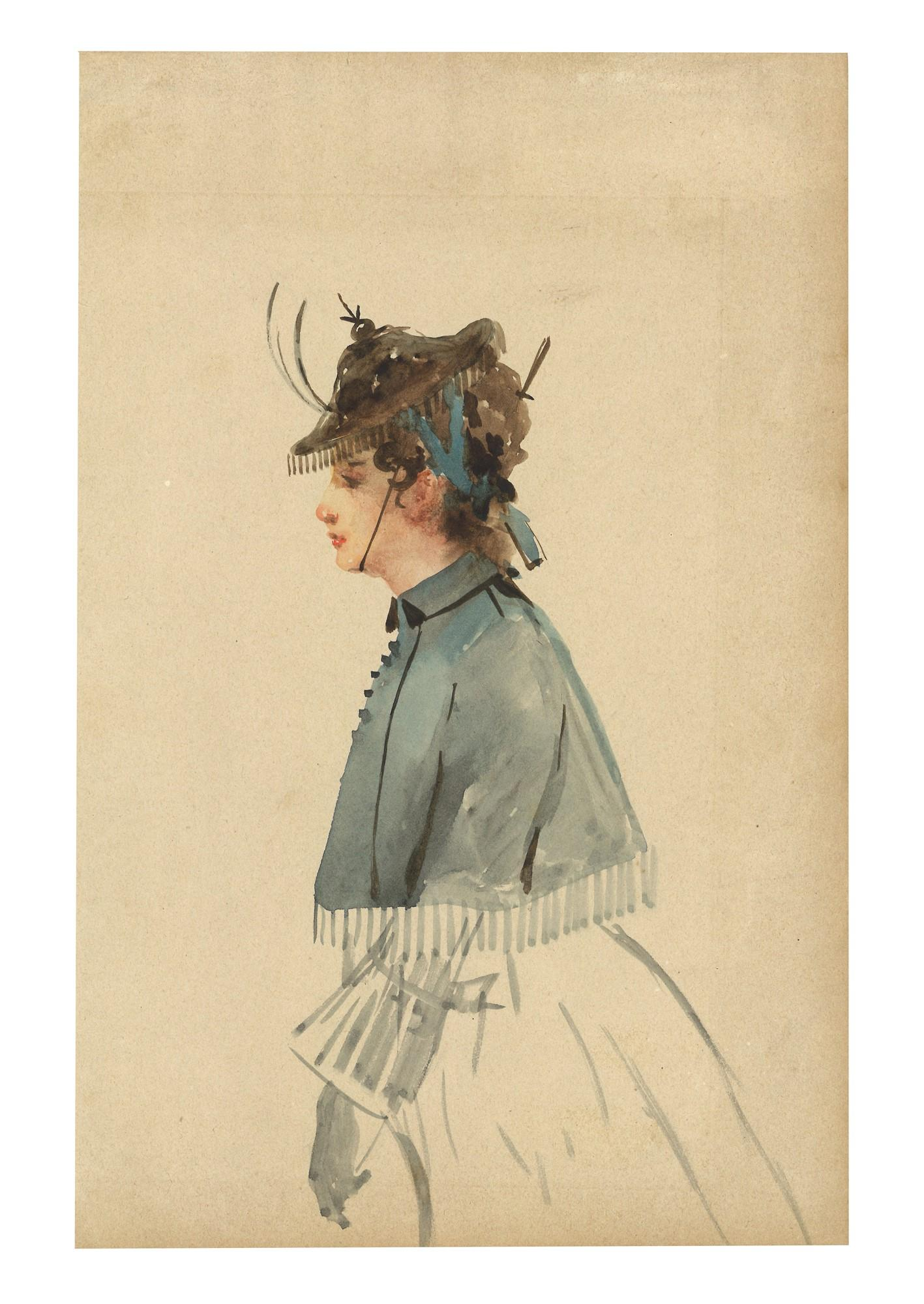
Ritratto di signora, acquerello di Alessandro Durini

Formatosi nel contesto accademico lombardo, Durini si dedicò inizialmente alla pittura storica, per poi rivolgersi alla pittura di genere. La sua attività si contraddistinse in particolare per l'adozione dell'acquerello, tecnica di cui fu uno dei primi e più assidui interpreti in ambito milanese. La sua produzione includeva ritratti, interni domestici, scene di costume e paesaggi, trattati con un linguaggio figurativo aderente ai canoni accademici e con una marcata sensibilità cromatica.
Partecipò a esposizioni d'arte in Lombardia e fu attivo anche come ritrattista e decoratore in ambito privato. Sue opere furono acquisite da collezioni pubbliche e private già nel corso dell'Ottocento.

### Fortuna critica e riconoscimenti

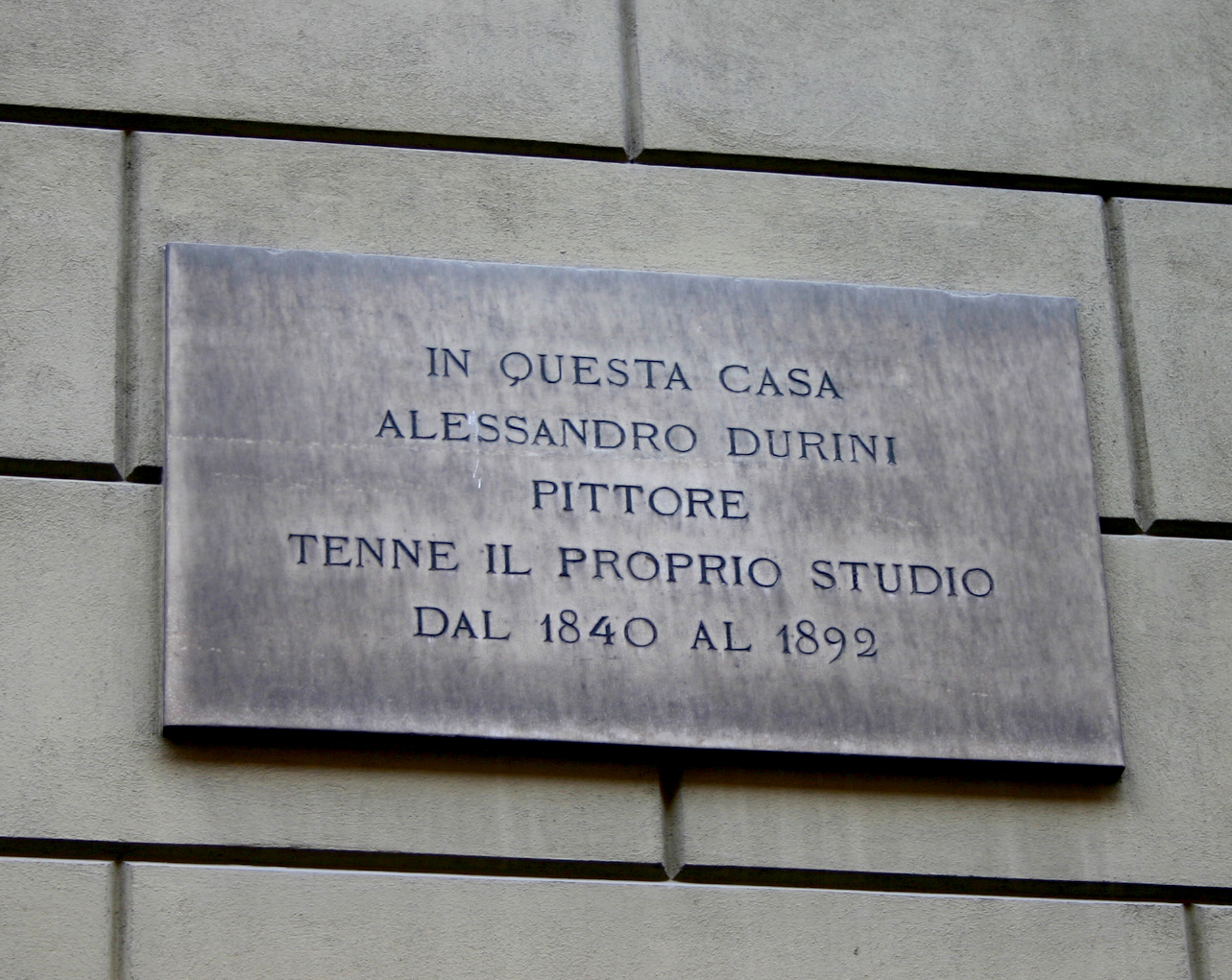
Lapide sullo studio del pittore Alessandro Durini, via Borgonuovo, Milano.

Durini è ricordato dalla storiografia artistica tra i principali acquerellisti lombardi del XIX secolo. La Galleria d'arte moderna di Milano conserva una selezione significativa di sue opere, tra cui ritratti e vedute.
Il suo nome è oggi legato a una fondazione culturale con sede nel Palazzo Durini di Monza, che promuove iniziative artistiche e culturali ispirate al patrimonio della famiglia.

## Opere principali

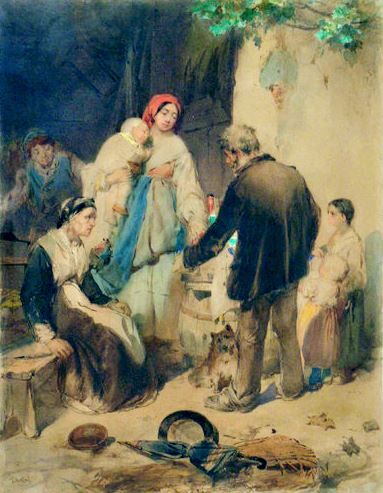
La Carità (acquerello su carta), Galleria d'Arte Moderna, Milano.

Le opere di Alessandro Durini sono in parte conservate presso musei lombardi, in particolare presso la Galleria d'Arte Moderna di Milano, che custodisce un nucleo di dipinti e acquerelli attribuiti all'artista. Di seguito alcune delle opere più rappresentative:
- Interno con figura femminile – acquerello su carta; Galleria d'Arte Moderna (Milano);
- Veduta della Brianza – olio su tela; collezione privata;
- Scena di genere in interno borghese – acquerello su carta; GAM Milano;
- Ritratto di gentiluomo – olio su tela; collezione Durini, Monza;
- Ritratto di donna in abito scuro – acquerello; GAM Milano;
- Studio di paesaggio con figure – acquerello; collezione privata (attribuito);
- Giovane donna al pianoforte – acquerello su carta; GAM Milano;
- La Carità – acquerello su carta; GAM Milano[8].